# Římskokatolická farnost Hanušovice
Římskokatolická farnost Hanušovice je územní společenství římských katolíků v děkanátu Šumperk s farním kostelem sv. Mikuláše.

## Historie farnosti
Zachovaly se doklady, že v roce 1350 byla v obci fara a barokní farní kostel, zasvěcený svatému Mikuláši. Farnost byla postoupena nově zřízené Diecézi litomyšlské až do roku 1421. K hanušovické farnosti byl připojen filiální kostel v Habarticích, kaple v Holbě a filiální kostel ve Vojtíškově. K farnosti patřily i nedaleké osady Pleče a Rudkov.
V roce 1561 byl do města povolán pastor Kašpar Siegler. Od roku 1566 zde působil Adam Grinzweigk z Rychleb. Od roku 1595 zde působil protestantský pastor Johann Schmied starší a Johann Schmied mladší.
Po protireformaci působil na faře od roku 1625 katolický farář Johann Voitius. Od roku  1639 se obnovila v Hanušovicích katolická duchovní správa. Po faráři Voitiovi zde nastoupil farář Konrád Nusser, který se věnoval i farníkům z Krumperku (Podlesí), Habartic, Vojtíškova a Malé Moravy.
Za působení faráře Franze Bruno Petsche byl kostel sv. Mikuláše rozšířen a opravena střecha. V roce 1725 byla postavena kaple Obětování Panny Marie v Holbě. Roku 1833 byla postavena nová budova fary za působení  Antona Kristena.
Informace o historii farnosti v Hanušovicích lze získat z písemností fondu. Zachovaly se dokumenty z let 1672 až 1951. Dochování archiválií je však značně neúplné.

## Území farnosti
Farnost vznikla spojením dříve samostatných farností Hanušovice, Kopřivná, Pusté Žibřidovice, Vysoké Žibřidovice a Nové Losiny. Dnes do farnosti náleží území těchto obcí:
- Hanušovice
  - farní kostel sv. Mikuláše
  - kaple Obětování Panny Marie
- Hynčice nad Moravou (místní část Hanušovic)
  - kaple Navštívení Panny Marie
- Potůčník (místní část Hanušovic)
  - Křížová cesta (Potůčník) s kaplí sv. Anny
- Vysoké Žibřidovice (místní část Hanušovic)
  - filiální kostel svatého Linharta (bývalý farní kostel farnosti Vysoké Žibřidovice)
- Žleb
  - kaple Navštívení Panny Marie
- Jindřichov
- Habartice (místní část Jindřichova)
  - filiální kostel Neposkvrněného početí Panny Marie
- Nové Losiny (místní část Jindřichova)
  - filiální kostel svatého Isidora (bývalý farní kostel farnosti Nové Losiny)
- Pusté Žibřidovice (místní část Jindřichova)
  - filiální kostel svaté Máří Magdalény (bývalý farní kostel farnosti Pusté Žibřidovice)
- Kopřivná
  - filiální kostel Nejsvětější Trojice (bývalý farní kostel farnosti Kopřivná)[2]

| Kostel                       | Místo              | Bohoslužba (den)                                                    | Hodina                  | Poznámka        |
| ---------------------------- | ------------------ | ------------------------------------------------------------------- | ----------------------- | --------------- |
| Kostel sv. Mikuláše          | Hanušovice         | 1. neděle v měsíci                                                  | 10.15                   | farní kostel    |
| Kaple Obětování Panny Marie  | Hanušovice         | neděle (mimo 1. v měsíci) pondělí úterý středa čtvrtek pátek sobota | 10.15 17.15 18.30 17.15 | kaple           |
| Kostel Nejsvětější Trojice   | Kopřivná           | neděle                                                              | 11.15                   | filiální kostel |
| Kostel sv. Izidora           | Nové Losiny        | neděle středa                                                       | 8.00 16.00              | filiální kostel |
| Kostel sv. Linharta          | Vysoké Žibřidovice | 2. neděle v měsíci                                                  | 12.15                   | filiální kostel |
| Kaple Navštívení Panny Marie | Žleb               | poslední neděle v měsíci                                            | 12.15                   | obecní kaple    |

## Duchovní správci
Do června 2019 byl farářem R. D. Mgr. Petr Dolák. Od 1. července téhož roku byl ustanoven farářem R. D. Mgr. Artur Andrzej Górka.